# Friedrich von Scholtz
Friedrich von Scholtz (ur. 24 marca 1851 we Flensburgu, zm. 30 kwietnia 1927 Walenscheld) – generał artylerii. Od 1870 w wojsku. Uczestnik wojny francusko-pruskiej.
W l. 1879–1881 słuchacz akademii wojskowej. W l. 1891–1892 dowódca baterii, od 1889 r. szef oddziału Wielkiego Sztabu Generalnego. Od 1899 szef sztabu 18 Korpusu Armijnego, a od 1903 dowódca 23 brygady artylerii. Od 1908 dowódca 21 Dywizji. Od października 1912 r. dowódca 20 Korpusu Armijnego, dowodząc którym w składzie 8 Armii rozpoczął działania wojenne w Prusach Wschodnich. We wrześniu 1914 r. Korpus Scholtza wszedł w skład nowej 9 Armii. Uczestniczył w walkach na Mazurach i w operacji łódzkiej, w północnej i południowej Polsce. Od 26 maja do 29 września dowodził 8 Armią, m.in. w operacji nad Narwią i w operacji Łódzkiej.
Potem dowodził twierdzami Osowiec i Grodno. Od 8 października 1915 dowódca Grupy Armijnej „Scholtz” w rejonie twierdzy Dyneburg. Od 2 stycznia 1917 dowódca nowej 8 Armii pod Rygą. Od 22 kwietnia 1917 dowódca „Grupy Belowa”, która przemianowano w „Grupę Scholtza”. W maju, a potem w sierpniu i wrześniu walczył w Macedonii. 30 września 1918 przekazał dowództwo i kierował wycofaniem wojsk austriacko-niemieckich z Rumunii. Od 14 stycznia 1919 w stanie spoczynku.

## Odznaczenia
W trakcie służby wojskowej gen. von Scholtz otrzymał:
- Order Orła Czerwonego I klasy z liśćmi dębu[1]
- Order Orła Czerwonego II klasy z gwiazdą i liśćmi dębu[2]
- Order Orła Czerwonego IV klasy z koroną[1]
- Order Pour le Mérite
- Order Królewski Korony I klasy[1]
- Krzyż Żelazny I klasy
- Krzyż Żelazny II klasy
- Kawaler II klasy Orderu Alberta Niedźwiedzia z mieczami (Anhalt)[1]
- Kawaler I klasy Orderu Lwa Zeryngeńskiego (Badenia)[1]
- Komandor I klasy Orderu Zasługi Filipa Wspaniałomyślnego (Hesja)[1]
- Komandor Orderu Świętych Maurycego i Łazarza (Włochy)[1]